# François Le Métel de Boisrobert
François Le Métel de Boisrobert, născut în 1589 la Caen și decedat la 30 martie 1662 la Paris, este un poet și dramaturg francez.

## Biografie
Fiu al unui procuror la Cour des Aides din Rouen · , Boisrobert a studiat dreptul pentru a deveni avocat și s-a înscris pentru o perioadă la baroul din Rouen. A venit la Paris, cu puțin timp înainte de 1620, și a fost prima parte a principalului grup de poeți libertini din jurul Saint-Amant și Théophile de Viau. După procesul acestuia din urmă, Boisrobert s-a alăturat mișcării Malherbe, ceea ce i-a permis să câștige un loc la Curte, deoarece, în anul următor, a participat la baletul Bacchanales, interpretat la Palais du Louvre în februarie 1623. S-a retractat de protestantism în 1623, a fost hirotonit și devenit stareț de Châtillon-sur-Seine.
În 1625 a participat la o ambasadă la Londra, iar în 1630 a plecat la Roma, unde a câștigat favoarea Papei Urban al VIII-lea care i-a dăruit prioratul de Nozay, cu o valoare anuală modestă de 170 de livre. Acest protestant convertit la o religiozitate mai mult decât îndoielnică a devenit apoi canon de Rouen. Din 1623, a intrat în bunăvoința cardinalului Richelieu datorită inteligenței sale, plăcutei conversații și talentului său satiric. A devenit favoritul lui, stârnind multe gelozii. Dar dincolo de asta, și mai presus de toate, „Le Bois” a fost unul dintre rarele personaje care a reușit să-l facă pe Cardinal să râdă și astfel să-i distragă atenția de la grele sale afaceri de stat. În funcție de starea de spirit, Cardinalul îl numea: „Le Bois”, când era fericit și încerca să glumească; „Robert” mai familiar, când voia să obțină niște bârfe de la el; „Bois-Robert”, când era o chestiune oficială · .
Din 1627, amploarea cunoștințelor sale, pătrunderea psihologiei sale și aptitudinile sale interpersonale incomparabile, l-au făcut un fel de secretar de stat pentru afaceri culturale, fără a purta titlul, al lui Richelieu și, împreună cu Claude de L'Estoile, Pierre Corneille, Guillaume Colletet și Jean de Rotrou, unul dintre cei cinci autori care au implementat ideile cardinalului în chestiuni dramatice. Făcea parte din întâlnirile literare care se țineau la casa lui Valentin Conrart și lăuda interesul lor către Richelieu, care îl însărcina să propună membrilor acestei adunări să o constituie ca societate publică: acesta a fost începutul Academiei Franceze, unde a fost unul dintre primii membri și unul dintre cei mai activi, fără a ezita, totuși, să-și bată joc de încetineala sa în elaborarea dicționarului:
„Depuis six mois dessus F on travaille;
Et le destin m’aurait fort obligé,
S’il m’avait dit : Tu vivras jusqu’au G”
Nu a reușit niciodată să creeze o operă demnă de posteritate. Cu toate acestea, îmbogățit de beneficiile oferite de înalta protecție a cardinalului, s-a arătat generos față de oamenii de litere. Stilul său de viață a oferit arme gata de utilizare inamicilor săi. A căzut în dizgrație de mai multe ori, dar, de cele mai multe ori, niciodată pentru mult timp, deși în ultimii ani a fost obligat să acorde mai multă atenție îndatoririlor sale de preot. Gui Patin spune despre Boisrobert: „Este un preot care trăiește ca un lacom, foarte dezordonat și foarte dezordonat”. Era jucăuș, iubea mâncarea bună și nu încerca să-și ascundă homosexualitatea și aventurile cu servitorii.
Avea o pasiune pentru comedie. A frecventat cu asiduitate Hôtel de Bourgogne și a fost un admirator atât de mare al actorului Mondory, încât a fost supranumit „Abbé Mondori”. A ajuns să prefere acest loc, dar funcțiile sale au stârnit un mare scandal când la un spectacol foarte privat, l-a adus pe micuța Saint-Amour, „cea mai mare fetiță din Paris”, în timp ce Gaston de Orléans, fratele regelui , prinț al sângelui, a avut cea mai mare dificultate în a participa... Ludovic al XIII-lea a fost mișcat și l-a mustrat pe Richelieu ... A trăit acolo cea mai mare dizgrație. A fost și prieten cu Ninon de Lenclos.
Conduita sa prea licențioasă în public l-a făcut, în ianuarie 1641, pe Richelieu, să-i interzică să se prezinte în fața lui. Dar cardinalul nu a întârziat să se răzgândească, care devenise indispensabil. Într-o zi, când s-a îmbolnăvit, doctorul lui i-a spus: „Monseniore, toate medicamentele noastre sunt inutile dacă nu amestecați puțin Boisrobert”. I-a dat o rețetă care purta doar cuvintele Rețetă Boisrobert, iar cardinalul a urmat acest sfat și și-a adus aminte de stareț.
După moartea lui Richelieu, Boisrobert s-a atașat, dar cu mai puțin succes, de cardinalul Mazarin pe care l-a slujit cu fidelitate sub Fronda, fără a fi foarte răsplătit pentru aceasta; a fost chiar exilat din nou pentru blasfemie în 1655. A intrat în rivalitate cu Paul Scarron. A fost una dintre ultimele lui certuri.

## Opere
Boisrobert a compus 18 piese, inclusiv 9 tragicomedii. Una dintre comediile sale, La Belle plaideuse (1655) este remarcabilă și se spune că a inspirat l’Avare lui Molière. De asemenea, este autorul a numeroase poezii. A editat Œuvres de Théophile (1627) și Parnasse royal, ou Poésies diverses à la louange de Louis XIII et du cardinal de Richelieu (1635, 2 vol.). Potrivit lui Bernard de La Monnoye, el este autorul cărții Contes licențios, care a apărut sub numele fratelui său, Antoine Le Métel d'Ouville.

### Teatru
(*Apăsați „arată” pentru extinderea tabelului, sau „ascunde”, pentru ascunderea sa.)
| Titlu                                                                       | Autor                        | Editor                              | Tip operă               | Tip                 | Limba    | Url                                          |
| --------------------------------------------------------------------------- | ---------------------------- | ----------------------------------- | ----------------------- | ------------------- | -------- | -------------------------------------------- |
| Pyrandre et Lisimène, ou l'Heureuse tromperie 129 pagini                    | Boisrobert, François de 1633 | necunoscut Paris                    | Tragicomedie            | monografie tipărită | franceză | gallica.bnf.fr (accesat la 28/03/2024)       |
| Les rivaux amis 133 pagini                                                  | Boisrobert, François de 1639 | A. Courbé Paris                     | Tragicomedie            | monografie tipărită | franceză | gallica.bnf.fr (accesat la 28/03/2024)       |
| Les deux Alcandres 108 pagini                                               | Boisrobert, François de 1640 | A. de Sommaville et T. Quinet Paris | Tragicomedie            | monografie tipărită | franceză | gallica.bnf.fr (accesat la 28/03/2024)       |
| Palène 102 pagini                                                           | Boisrobert, François de 1640 | A. de Sommaville et T. Quinet Paris | Tragicomedie            | monografie tipărită | franceză | gallica.bnf.fr (accesat la 29/03/2024)       |
| Le couronnement de Darie 112 pagini                                         | Boisrobert, François de 1642 | T. Quinet Paris                     | Tragicomedie            | monografie tipărită | franceză | gallica.bnf.fr (accesat la 28/03/2024)       |
| La vraye Didon ou La Didon chaste 88 pagini                                 | Boisrobert, François de 1643 | T. Quinet Paris                     | Tragedie                | monografie tipărită | franceză | gallica.bnf.fr (accesat la 28/03/2024)       |
| La jalouse d'elle-mesme 146 pagini                                          | Boisrobert, François de 1650 | A. Courbé Paris                     | Comedie                 | monografie tipărită | franceză | gallica.bnf.fr (accesat la 28/03/2024)       |
| Les trois Orontes 127 pagini                                                | Boisrobert, François de 1653 | A. Courbé Paris                     | Comedie                 | monografie tipărită | franceză | gallica.bnf.fr (accesat la 28/03/2024)       |
| La folle gageure ou Les divertissemens de la comtesse de Pembroc 100 pagini | Boisrobert, François de 1654 | A. Courbé Paris                     | după Félix Lope de Vega | monografie tipărită | franceză | gallica.bnf.fr (accesat la 28/03/2024)       |
| Cassandre, comtesse de Barcelone 134 pagini                                 | Boisrobert, François de 1654 | A. Courbé Paris                     | Tragicomedie            | monografie tipărită | franceză | gallica.bnf.fr (accesat la 29/03/2024)       |
| L’Inconnue 87 pagini                                                        | Boisrobert, François de 1655 | G. de Luyne Paris                   | Comedie                 |                     | franceză |                                              |
| L’Amant ridicule 11 pagini                                                  | Boisrobert, François de 1655 | G. de Luyne Paris                   | Comedie                 |                     | franceză | theatre-classique.fr (accesat la 29/03/2024) |
| Les généreux ennemis 98 pagini                                              | Boisrobert, François de 1655 | G. de Luyne Paris                   |                         | monografie tipărită | franceză | gallica.bnf.fr (accesat la 29/03/2024)       |
| La belle plaideuse 123 pagini                                               | Boisrobert, François de 1655 | G. de Luyne Paris                   | Comedie                 | monografie tipărită | franceză | gallica.bnf.fr (accesat la 29/03/2024)       |
| La Belle Invisible ou les Constances éprouvées 57 pagini                    | Boisrobert, François de 1656 | G. de Luyne Paris                   | Tragicomedie            |                     | franceză | theatre-classique.fr (accesat la 29/03/2024) |
| Les Apparences trompeuses 126 pagini                                        | Boisrobert, François de 1656 | G. de Luyne Paris                   | Comedie                 | monografie tipărită | franceză | gallica.bnf.fr (accesat la 29/03/2024)       |
| Les coups d'amour et de fortune ou L'heureux infortuné 93 pagini            | Boisrobert, François de 1656 | G. de Luyne Paris                   | Tragicomedie            | monografie tipărită | franceză | gallica.bnf.fr (accesat la 29/03/2024)       |
| Théodore, Reyne de Hongrie 94 pagini                                        | Boisrobert, François de 1658 | necunoscut Paris                    | Tragicomedie            | monografie tipărită | franceză | gallica.bnf.fr (accesat la 29/03/2024)       |

### Poezie și diverse opere
(*Apăsați „arată” pentru extinderea tabelului, sau „ascunde”, pentru ascunderea sa.)
| Titlu                                                                                 | Autor                                                               | Editor                  | Tip operă            | Limba    | Url                                     |
| ------------------------------------------------------------------------------------- | ------------------------------------------------------------------- | ----------------------- | -------------------- | -------- | --------------------------------------- |
| Recueil des plus beaux vers de Malherbe, Racan, etc. 608 pagini                       | Boisrobert, François de și altii "cei mai faimoși de la curte" 1626 | Toussaint Du Bray Paris | Culegere de poezii   | franceză | books.google.fr (accesat la 29/03/2024) |
| Recueil de lettres nouvelles: dédié à monseigneur le Cardinal de Richelieu 799 pagini | Faret, Nicolas 1627                                                 | Toussaint Du Bray Paris | Culegere de scrisori | franceză | gallica.bnf.fr (accesat la 29/03/2024)  |
| Paraphrases sur les sept psaumes de la Pénitence                                      | Boisrobert, François de 1627                                        |                         | în versuri           | franceză |                                         |
| Histoire indienne, d'Anaxandre et d'Orazie 760 pagini                                 | Boisrobert, François de 1629                                        | F. Pomeray              |                      | franceză |                                         |
| Nouvelles héroïques et amoureuses 550 pagini                                          | Boisrobert, François de 1657                                        | Pierre Lamy             |                      | franceză |                                         |
| Epîtres en vers et autres œuvres poétiques 331 pagini                                 | Boisrobert, François de 1659                                        | A. Courbé Paris         | Versuri              | franceză | gallica.bnf.fr (accesat la 29/03/2024)  |